# Costus phaeotrichus
Costus phaeotrichus är en enhjärtbladig växtart som beskrevs av Ludwig Eduard Loesener. Costus phaeotrichus ingår i släktet Costus och familjen Costaceae. Inga underarter finns listade.